# سرنوشت (فیلم ۱۹۹۷)
«سرنوشت» (عربی: المصير) فیلمی در ژانر زندگینامه‌ای به کارگردانی یوسف شاهین است که در سال ۱۹۹۷ منتشر شد.

## محتوای فیلم
این فیلم درباره ابن رشد، فیلسوف قرن دوازدهم اهل اندلس است که به عنوان مهم ترین مفسر آثار ارسطو شناخته می شود.
داستان فیلم در قرطبه می گذرد و رابطه خلیفه و ابن رشد که یکی از مشاوران مورد اعتماد او است را به تصویر می کشد. متعصبان مذهبی شروع به کنترل می کنند و شروع به تأثیرگذاری بر تصمیمات خلیفه می کنند که منجر به آزار و اذیت فیلسوف و ناآرامی سیاسی در اندلس می شود.